# Delia Dorta
Delia Dorta (Caracas; 14 de enero de 1957) es una cantante venezolana.

## Biografía
Nacida en Caracas, Venezuela el 14 de enero de 1957. Debutó en el año 1974 con el “Número Uno” en la historia de la televisión de Venezuela, Renny Ottolina, en su programa estelar Renny presenta.
Su fama surgió en 1979, cuando su voz acompañó un comercial de una desaparecida marca de cigarrillos (Derby) para la televisión. A los pocos días de estar en el aire, la publicidad causó una situación sorprendente en su país. Ese jingle, considerado el más memorable de la industria publicitaria de Venezuela, llamó la atención tanto del público televidente como de la prensa. Ellos reclamaban conocer la identidad de la intérprete de "Un Poquito Más". De inmediato la artista fue invitada para presentarse en el programa Sábado Sensacional. De esa forma, Delia se convirtió en el rostro más popular de entonces.
En ese mismo año, Delia (como comienzan a llamarla todos) participó en el Festival OTI Nacional donde ganó el primer lugar. En seguida, le asignaron el derecho de representar a Venezuela en la octava edición del gran concurso de la canción iberoamericana: el Festival Internacional OTI, en 1979. Un evento musical animado por Eduardo Serrano y Carmen Victoria Pérez, que se celebró en el Teatro de la Academia Militar de Caracas en el que enfrentándose a reconocidos cantantes logró el segundo lugar. Ganó el argentino Daniel Riolobos y tuvo una participación especial  José Luis Rodríguez
Top Hit firmó el jingle, Un poquito más, y la transformó en una canción completa. Fue incluida en su álbum homónimo debut en 1980.
Como consecuencia de sus logros, le ofrecen un contrato discográfico para grabar en España, donde la  producción es realizada por los talentosos Herrero y Armenteros. Se inicia de esta manera, la carrera profesional de una artista que, disco tras disco y show tras show, se ha convertido en una de las voces más respetadas de Venezuela. Ha compartido escenarios con figuras de la talla de Julio Iglesias, John Travolta y Armando Manzanero, entre otros.
En 1993 se lanzó su álbum Cosas del alma, donde cantó con la cantante de boleros Graciela Naranjo (1916-2001).
Son muchos años de constante superación los que acompañan la trayectoria musical de Delia Dorta, artista que ha sabido mantenerse en la élite de los artistas nacionales, gracias a la calidad que siempre identifica a sus trabajos. Actualmente Delia da clases de canto particulares, haciendo del cantar un Hobby y una forma de vida.
Talento, clase y profesionalismo, seguirán siendo el aporte de Delia Dorta al mundo artístico, y el público, su único beneficiario.